# Hjadstrup Sogn
Hjadstrup Sogn er et sogn i Bogense Provsti (Fyens Stift).
I 1800-tallet var Hjadstrup Sogn anneks til Østrup Sogn. Begge sogne hørte til Lunde Herred i Odense Amt. Trods annekteringen var de to selvstændige sognekommuner . Ved kommunalreformen i 1970 blev både Østrup og Hjadstrup indlemmet i Otterup Kommune, der ved strukturreformen i 2007 indgik i Nordfyns Kommune.
I Hjadstrup Sogn ligger Hjadstrup Kirke. Hjadstrup nævnes første gang i historien i år 1404, som Hiøltorp. Men byen er formentlig noget ældre, da Hjadstrup kirke er fra ca. 1200. 
I sognet findes følgende autoriserede stednavne:
- Bjerrumhuse (bebyggelse)
- Bladstrup (bebyggelse, ejerlav)
- Brandsby (bebyggelse, ejerlav)
- Emmelev (bebyggelse, ejerlav)
- Gyrup (bebyggelse, ejerlav)
- Hjadstrup (bebyggelse, ejerlav)
- Horsebækgyde (bebyggelse)
- Kappendrup (bebyggelse, ejerlav)
- Marbæk (bebyggelse)
- Mosehuse (bebyggelse)
- Skelmade (bebyggelse)
- Stormose (bebyggelse)
- Vesterløkke (bebyggelse)